# نيسيتو ألكالا زامورا
نيسيتو أو (نيكيتو) ألكالا زامورا (بالإسبانية: Niceto Alcalá-Zamora y Torres)‏ (بريغو دي قرطبة 6 يوليو 1877 - بوينس آيرس 18 فبراير 1949) هو سياسي وقانوني إسباني تولى عدة وزارات خلال عهد ألفونسو الثالث عشر، وكذلك تولى رئاسة الحكومة المؤقتة للجمهورية الثانية، وأخيرا منصب رئيس الجمهورية الإسبانية بين 1931 و1936.

## السيرة الذاتية
نيسيتو هو الابن الثالث لمانويل ألكالا-زامورا كاراكويل وفرانسيسكا توريس كاستيلو، وهو حفيد غريغوريو ألكالا زامورا غارسيا وماريا دي سانتا انغراسيا كاراكويل سيرانو، وكليهما من سكان بريغو دي قرطبة. وكان ابن أخ غريغوريو ألكالا-زامورا كاراكويل النائب وعضو مجلس الشيوخ سنوات 1881 و 1894. أما والده مانويل فكان سكرتيرًا في مجلس المدينة. وتوفيت والدة نيسيتو عندما كان في الثالثة من عمره. وتولى رعاية ابنائها عدة أقرباء، ثم استلمت الرعاية أخته الكبرى بيلار.
وهو طالب متميز حيث نال البكالوريا سنوات 1887 و 1891 من الكلية الملكية في قبرة بغرناطة. وفي سن السابعة عشرة نال شهادة في الحقوق من جامعة غرناطة وأصبح محام في مجلس الدولة في سن الثانية والعشرين.
تزوج في عام 1900 مع بورفيكاسيون كاستيلو بيدابورو وهي أصغر منه بثلاث سنوات، ولديه منها ستة أطفال (ثلاث أبناء وثلاث بنات)

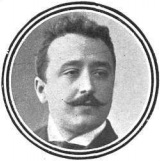
نيسيتو ألكالا زامورا أواخر عقد 1900.

اشتهر في سن الأربعين بأنه محامي له مكانة عظيمة، وتولى حقيبة وزارة التنمية في حكومة مانويل غارسيا برييتو. كان مصير السياسي الذي كان منطقيًا تقريبًا، والذي أظهر طوال حياته وفي سن مبكرة أفكاره الليبرالية والملكية مما دفعته إلى دخول الحزب الليبرالي في شبابه، تحت قيادة شخصيات بارزة في ذلك الحين أمثال براخسيدس ماتيو ساغستا وسيجسموندو موريت. إلا أن ذلك الأمر كان مسمومًا، حيث وجدت إسبانيا في سنة 1917 صعوبات كبيرة من إنتاج مايكفي من الغذاء، وكانت قنوات الإمداد التقليدي تتعرض للخطر بسبب الحرب العالمية الأولى. لم تدم تلك الحكومة أكثر من سنة إلا أن نيسيتو استمر وزيراً للحربية في هذه المرة في حكومة مانويل غارسيا برييتو في آخر حكومة دستورية لملكية ألفونسو الثالث عشر.
شغل ألكالا زامورا مناصب سياسية وإدارية متميزة، كما اشتهر بخطابته في الكورتيس منذ انتخابه نائبا عن لا كارولينا سنة 1905. وكان مدير الإدارة المحلية ووكيل وزارة الداخلية. كما أنه كان على اطلاع على مناقشة برنامج الكومنولث (mancomunidades) الذي قدمه خوسيه كناليخاس لحل مشكلة التكوين الإقليمي الإسباني. خلال كل هذا الوقت كان منظويا في الحزب الليبرالي بزعامة الكونت رومانونس، لكنه انضم بعدها إلى الحزب الديمقراطي الليبرالي لمانويل غارسيا برييتو، ومنذ ذلك الحين بدأت مسيرته الوزارية في كل من التنمية والحربية.
عندما اجتمع البرلمان الإسباني يوم 23 مايو 1923، كانت القاعة مؤلفة من 22 مجموعة مختلفة: الديمقراطيين والليبراليين واليساريين والليبراليين الزراعيين والإصلاحيين واتباع زامورا والمحافظين واتباع سيرفا واتباع مورا والإقليميين والجمهوريين والاشتراكيين والنقابيين الملكيين والقوميين الكاتالونيين والقوميين الباسك وأعضاء رابطة فيزكايا الملكية والقائمة الكارلية التقليدية والكاثوليك والتجار والمزارعين والأصولية والمستقلة. باختصار مشهد سياسي يجعل من الصعب حكم البلاد. لذلك عندما قام الجنرال ميغيل بريمو دي ريفيرا بانقلابه في سبتمبر 1923 وأنشأ الإدارة العسكرية رحب العديد من الإسبان بالنظام الجديد بحماس وراحة، لكن ألكالا زامورا غير موقفه السياسي فأصبح من أقوى المعارضين لنظام الجنرال بريمو دي ريفيرا الديكتاتوري وملكية ألفونسو الثالث عشر التي أقرت بتلك الديكتاتورية.
وعندما استقال الجنرال بريمو دي ريفيرا من منصبه في 13 أبريل 1930 حل محله الجنرال داماسو بيرنجير الذي كلفه ألفونسو الثالث عشر بالعودة إلى النظام الدستوري لسنة 1876، أعلن ألكالا زامورا في خطاب شهير في مسرح أبولو في فالنسيا عن سحب دعمه وثقته بالنظام الملكي، معلنا عن جمهورية تعتمد على نموذج مشابه للجمهورية الفرنسية الثالثة بدعم من الطبقات الوسطى والمثقفين.

## إعلان الجمهورية والحكومة المؤقتة
إلى جانب ميغيل مورا وحزبه مثل اليمين الجمهوري الليبرالي عن الجمهوريون المحافظين في ميثاق سان سيباستيان الذي عقد في 17 أغسطس 1930 بهدف تعزيز الحركة الشعبية للإطاحة بالملكية وإقامة نظام جمهوري. من هذا الاتفاق برزت لجنة تنفيذية مسؤولة عن قيادة العمل الجمهوري في إسبانيا وانتخب الكالا زامورا رئيسًا. فأصبحت تلك اللجنة هي الحكومة المؤقتة للجمهورية الإسبانية الثانية.
فوقعت في 12 ديسمبر 1930 انتفاضة خاكا عندما أعلن القبطان غالان وغارسيا هرنانديز الجمهورية في حامية خاكا وبدأوا في مسيرة إلى مدينة وشقة، لكنهم هزموا وتم إعدامهم. ثم تمرد القائد رامون فرانكو (شقيق الجنرال فرانسيسكو فرانكو) والجنرال جونزالو كييبو دي ليلانو في مطار كواترو فينتوس. تم التخطيط لتفجير القصر الملكي كإشارة للتمرد العسكري، ولكن يبدو أن رامون فرانكو رأى بعض الأطفال يلعبون في حدائق ساباتيني فلم يشأ إسقاط القنابل على القصر لأنه لا يريد إيذاء الأطفال. وهكذا لم تنضم بقية الوحدات إلى الانتفاضة، مما أدى إلى تطويق المطار من قبل قوات من المنطقة المجاورة، لذلك اضطرا إلى الفرار إلى البرتغال بالطائرة. واحتجزت الحكومة قادة القوات الجمهورية، وهم جزء من اللجنة ومن بينهم ألكالا زامورا. وحوكموا بمحاكمة عقدت في مارس 1931، حكمت عليهم بالسجن ستة أشهر ويوم واحد، ولكن تم استبدالها بوضعهم تحت المراقبة.

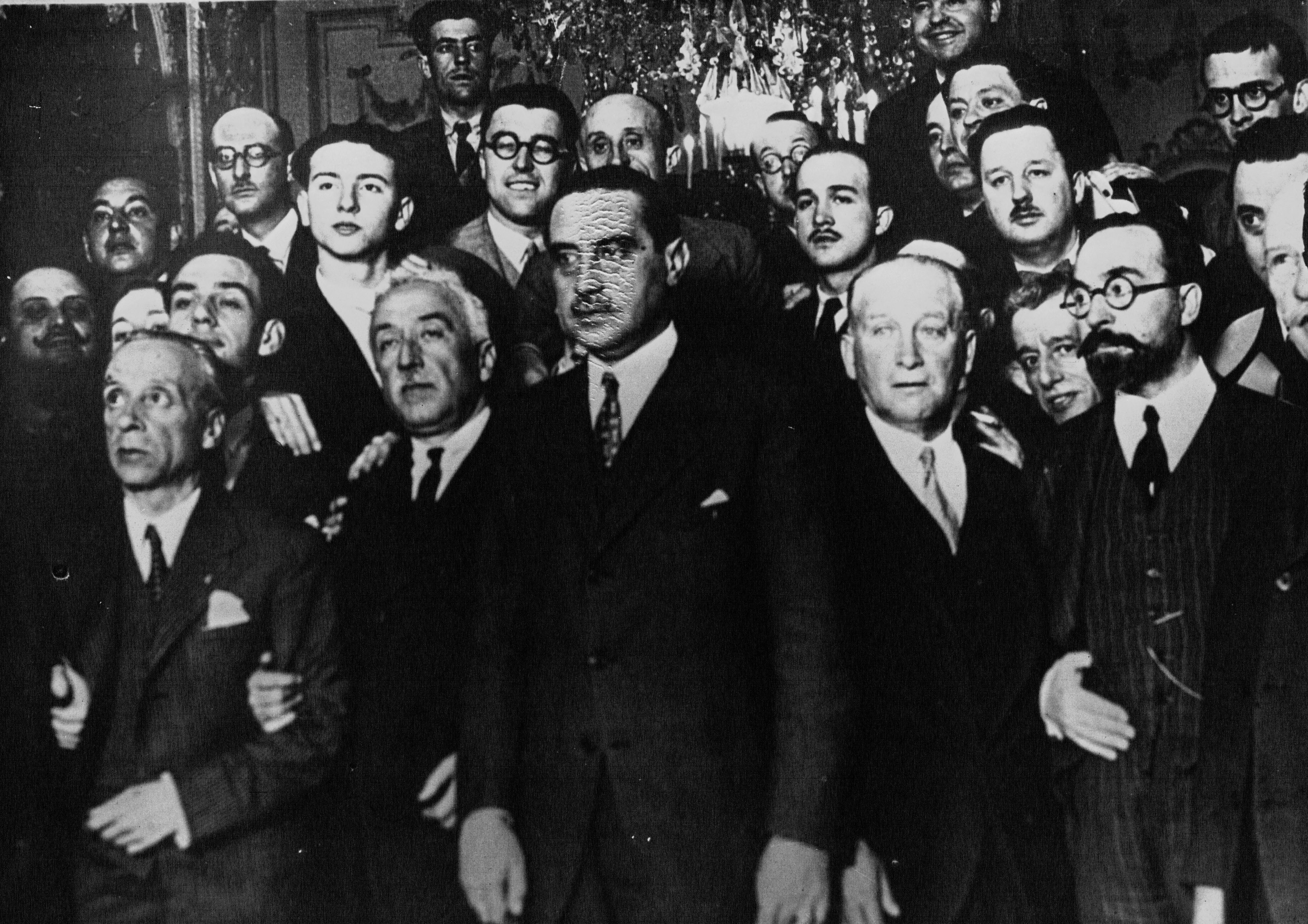
أعضاء الحكومة المؤقتة للجمهورية الثانية، وهم من اليسار إلى اليمين: ألفارو ألبورنوز ونيسيتو ألكالا زامورا وميغيل مورا وفرانسيسكو لارجو كاباليرو وفرناندو دي لوس ريوس وأليخاندرو ليروكس.

استقال الجنرال بيرنجير في فبراير 1931 بسبب صعوبة الأوضاع، فعهد الملك إلى الأميرال خوان باتيستا أزنار-كاناباس بتشكيل حكومة جديدة. فتشكلت في الثامن عشر من الشهر نفسه مؤلفة من وزراء من جميع الاتجاهات الملكية، ولكنها عكست عجز الملك بإيجاد طيف قادر على استقرار النظام الملكي الأسباني المشكوك فيه. وهكذا في 12 أبريل 1931 أجريت انتخابات بلدية حاسمة في تاريخ إسبانيا.
كانت الحسابات الأولية هي 22,150 من أعضاء المجالس من الملكيون مقابل 5,775 من الجمهوريين، إلا أن توالي النتائج اللاحقة أظهرت أن 1,935 من المستشارين يميلون للملكية، مقابل 39,568 من الجمهوريين و15,198 من الكارليون الأصوليون والقوميين الباسك والمستقلين وغيرهم ممن لم يتمكنوا من تحديد اتجاههم. وفاز الجمهوريون في 41 من أصل 50 عاصمة إقليمية. فضاعف الجمهوريون في برشلونة أصواتهم أربعة أضعاف أصوات الملكيين، وفي مدريد ثلاثة أضعاف. فحقنا للدماء توجه ألفونسو الثالث عشر إلى المنفى بعد إنذار اللجنة الثورية التي يرأسها أكالا زامورا. ومنذ اللحظة الأولى تلقت اللجنة الثورية الدعم شعبي ودعم آخر من الحرس المدني أرسله الجنرال خوسي سانخورخو، مما ساعد ألكالا زامورا ليصبح رئيسًا للحكومة المؤقتة. ضمن الكالا زامورا ومورا وجود البرجوازية المحافظة الحيوية في الحكومة والاستمرارية السياسية في نظام مختلف. أعلنت تلك الحكومة الجمهورية الإسبانية الثانية في 14 أبريل 1931؛ وفي تلك اللحظة كان الملك متوجها نحو كارتاخينا ومن ثم إلى فرنسا بحرا، أما عائلته فقد استقلت قطارًا في اليوم التالي نحو فرنسا.
وفي 15 أبريل 1931 نشرت الحكومة الجمهورية الجديدة برنامج عمل مرتكزا على ماتم الاتفاق عليه في ميثاق سان سيباستيان. فأعلن عن مشروع إصلاح زراعي وحرية الدين والمعتقدات واحترام الملكية الخاصة ومحاسبة المتعاونين مع الديكتاتورية، والتدرج برفع الحريات الفردية والنقابية وغيرها.
واجهت الحكومة الجديدة بعد استلامها السلطة مشاكل إعلان جمهورية كاتالونيا والأحداث المناهضة للكنيسة في شهر مايو من نفس العام. وواجهت أيضًا العديد من الصعوبات مع المنظمات الأناركية التي رفضت التعاون مع الجمهورية الجديدة وحتى ناهضتها علنًا.
انحرفت الحكومة نحو اليسار متمثلة في جمهورياتية مانويل أثانيا، وهو موقف ظهر جليا عند صياغة دستور 1931 الذي دعا إلى إجراء الانتخابات في 28 يونيو. وطفت مسألة الكنيسة مرة أخرى بين الجمهوريين المحافظين واليساريين والاشتراكيين والراديكاليين، وفي النهاية غادر كلا ألكالا زامورا ومورا الحكومة في 14 أكتوبر 1931.

## رئيس الجمهورية

الراية الرئاسية لنيسيتو ألكالا زامورا.

خاف الاشتراكيون واتباع أثانيا من أن يقوم ألكالا زامورا بحملة مراجعة وتشويه سمعة ضد الجمهورية الجديدة، فعرضوا عليه رئاسة الجمهورية، وهو المنصب الذي انتُخب له لوحده في 2 ديسمبر. وأدى اليمين الدستورية في 11 ديسمبر 1931.
كانت فكرة رئيس الجمهورية هي دمج القوى الجديدة التي نشأت فيما بعد حقبة عودة البوربون والتي كان قد استلمها آل بوربون في قيادة إسبانيا. فيجب أن يتم هذا الانفتاح من الأعلى وقمع كل ما حال دون هذه الخطوة وإنشاء أساسيات النظام الجديد من خلال الوسائل السلمية والبرلمانية.

### المشاكل مع أثانيا
كانت علاقات ألكالا زامورا متأرجحة مع الحكومة. فعندما قدم إليه أثانيا قوانين -الطوائف (علمنة التعليم) وقانون محكمة الضمانات الدستورية- للتصديق عليها مما يكمل دستور الجمهورية لسنة 1931، قاوم زامورا إلى أقصى مايمكن بعدم التوقيع على القانونين، وإن لم يتجرأ على الاعتراض عليهما، فاتهمت المعارضة الكالا زامورا بالإهمال.
ثم وبعد ذلك بعد تعديل الحكومة، عادت الخلافات إلى الظهور مرة أخرى. فاستقال أثانيا مع حكومته. بعد مشاورات فاشلة أعاد ألكالا زامورا تعيين آثانيا رئيسا لمجلس الوزراء (12 يونيو). وكانت تلك قد خيبت آمال المحافظين. ولكن بعد أشهر، أي في سبتمبر استقال أثانيا. فقام ألكالا زامورا بحل الكورتيس التأسيسي، واعطى ولاية سريعة للراديكالي أليخاندرو ليروكس، ثم كلف دييغو مارتينيز باريو المتطرف بإجراء انتخابات جديدة في 8 أكتوبر 1933.

### فترة الراديكاليين-اتحاد سيدا
بعد فوز القوى اليمينية بالانتخابات في 29 نوفمبر 1933، التي يكن لها ألكالا زامورا العداء الشديد، واستمرت المواجهات المؤسسية معهم طوال فترة ولايته. كان الحزب الذي حصل على أعلى عدد من الأصوات هو الاتحاد الإسباني لليمين المستقل (CEDA) برئاسة خوسيه ماريا جيل روبليس. لكنه لم يكن لديه مقاعد كافية للحكم بمفرده. فرفض ألكالا زامورا تعيين رئيس CEDA رئيسًا للوزراء وعين بدلاً من ذلك أليخاندرو ليروكس، الذي تعاون مع CEDA. لم يثق زامورا بالنزعة الديمقراطية لحزب جيل روبليس الذي على الرغم من اعلانه باحترام النظام القائم، إلا انه لم يقم بالولاء للجمهورية. واضطر مجددا في أكتوبر 1934 باللجوء إلى ليروكس الذي شكل حكومة ضمت حقيبتين وزاريتين لـ CEDA؛ ولكن اندلاع اعمال شغب عمالية مسلحة في 6 أكتوبر 1934 في برشلونة وثورة أستورياس وفضيحة السوق السوداء حالت دون تشكيل حكومة متماسكة. ومن ناحية أخرى استخدم ألكالا زامورا كل موارده لإزاحة CEDA من السلطة حتى قدمت له الأزمة الحكومية في 9 نوفمبر 1935 هذه الفرصة. فأعطى رئاسة الوزراء لصديقه مانويل بورتيلا فالاداريس الذي ترأس الفترة الفاصلة بين نوفمبر 1935 وفبراير 1936. وكان نيته إنشاء قوة مركزية بين اليمين المتطرف من السيدا ومجموعة أثانيا الاجتماعية اليسارية.

### الإقالة
فازت الجبهة الشعبية بانتخابات فبراير 1936. فقد كانت تلك الانتخابات هزيمة لليمين وهزيمة لألكالا زامورا وطموحاته. فأثانيا هو من سيقوم بتشكيل الحكومة.
لم ينس الجمهوريون اليساريون موقف ألكالا زامورا في يونيو 1933. ففتح الكورتيس نقاشا حول عدم دستورية حل البرلمان الأخير، حيث أنه وفقًا لدستور 1931، يخول الرئيس حل كورتيس مرتين، لكن الحل الثاني يمكن تقديمه إلى مجلس النواب للمناقشة والمحاسبة، وإذا رأت الأغلبية أنه قد جرى ارتكاب مخالفات، فيمكنها إقالة الرئيس.
حدث الخلاف عندما اعتبرت الغالبية الجديدة للكورتيس أن الحل الثاني هو الحكم على أداء الرئيس وأن الحل قد جرى متأخرا جدا، لذلك ينبغي إقالة الرئيس. ولكن هناك من النواب من اعتقد أن هذا هو الحل الأول، باعتبار الحل السابق (مجلس 1933) لاينبغي أن يحسب لأنه كان برلمان تأسيسي الذي وضع الدستور وبالتالي فهو كان قبل تطبيق القانون. وبالنهاية في 7 أبريل 1936 صوت 238 نائباً لصالح الفصل مقابل 5 فقط. غادر 174 نائبا الغرفة أو تغيبوا احتجاجا، لذلك تم إقالة الرئيس (كانت هناك حاجة إلى الأغلبية المطلقة من بين 417 نائبا أي 209). قاوم زامورا من حيث المبدأ، ولكن تخلي الجميع عنه جعله يقر بالوضع.
تولى دييغو مارتينيز باريو منصب القائم برئاسة الدولة لعدة أسابيع، باعتباره رئيسا لمجلس النواب، حتى حل محله مانويل أثانيا في 11 مايو 1936.

## الحرب والنفي
كان لاندلاع الحرب الأهلية الإسبانية مفاجئا له خلال رجلته إلى النرويج. ولكنه قرر عدم العودة إلى إسبانيا عندما علم -وفقًا لمذكراته التي أعيد كتابتها أثناء المنفى- أن متشددي الجبهة الشعبية دخلوا منزله بطريقة غير قانونية، وسرقوا ممتلكاته ونهبوا خزانته (بالإضافة إلى نهب أملاك إحدى بناته) في بنك كريدي ليونيه في مدريد، وأخذوا مخطوطة لمذكراته التي نُشر جزء منها (مسحت مقاطع بسبب الرقابة) في الصحافة الجمهورية خلال الحرب وكتب مانويل أثانيا عنها كثيرا في مذكراته. استقر ألكالا زامورا في فرنسا ولكنه حيث فوجئ باندلاع الحرب العالمية الثانية. مما حدا به الخروج من فرنسا. وبعد مشاق متعددة بسبب الاحتلال الألماني والموقف التعاوني لحكومة فيشي، غادر فرنسا وبعد رحلة استغرقت 41 يومًا عبر المحيط الأطلسي وصل إلى الأرجنتين في يناير 1942، حيث عاش على كتبه ومقالاته ومحاضراته حتى موته حدث هذا في 18 فبراير 1949 في بوينس آيرس.
رفض ألكالا زامورا العودة إلى إسبانيا خلال ديكتاتورية فرانكو، على الرغم من تلقيه عرض ما، لأن ابنه كان متزوجًا من ابنة الجنرال كويبو دي يانو أحد أنصار الانتفاضة، وأن نيسيتو ألكالا زامورا كان رجل ذو معتقدات كاثوليكية عميقة. أعيد جثمانه إلى إسبانيا سنة 1979 ودفن في مقبرة المدينة في مدريد.
في منتصف ديسمبر 2008 استعاد الحرس المدني حوالي 1200 وثيقة تاريخية. من بينها مذكرات مخطوطة الرئيس فضلاً عن الرسائل والأوراق المختلفة التي سُرقت في فبراير 1937.

## روابط خارجية
- نيسيتو ألكالا زامورا على موقع الموسوعة البريطانية (الإنجليزية)
- نيسيتو ألكالا زامورا على موقع مونزينجر (الألمانية)
- نيسيتو ألكالا زامورا على موقع إن إن دي بي (الإنجليزية)

## قائمة المصادر
- Casas Sánchez, José Luis (2006). Niceto Alcalá-Zamora y Torres (1877–1949). Carcabuey (Córdoba): Mancomunidad de la Subbética. ISBN 84-611-2331-X
- Lozano González, Carlos (2018). Crónica de una caída: La destitución de Alcalá Zamora. Berlín: Editorial Académica Española. ISBN 978-613-9-11311-8
- Payne، Stanley G. (2017). Alcalá Zamora and the Failure of the Spanish Republic, 1931–1936. Sussex Academic Press. ISBN:978-1-78284-399-3. {{استشهاد بكتاب}}: الوسيط غير المعروف |enlaceautor= تم تجاهله يقترح استخدام |author-link= (مساعدة)صيانة الاستشهاد: أسماء متعددة: قائمة المؤلفين (link)
- Robles Muñoz، Cristóbal (2012). "Alcalá Zamora: un republicano demócrata y un cristiano". Hispania Sacra. Extra I. Madrid: المجلس الأعلى للبحوث العلمية (إسبانيا). ج. 64: 69–148. ISSN:1988-4265.{{استشهاد بدورية محكمة}}:  صيانة الاستشهاد: أسماء متعددة: قائمة المؤلفين (link)
- Villarroya, Joaquín Tomás (1987). La destitución de Alcalá-Zamora. Madrid: Fundación Universitaria San Pablo-CEU. ISBN 84-600-5280-X
- Zaragoza, Cristóbal (1987). El Presidente. Barcelona: Plaza & Janés. ISBN 84-01-38112-6
- Ángel Alcalá Galve (2006). Alcalá Zamora y la agonía de la República. Fundación José Manuel Lara. ISBN:9788496556881.